# Nikobarflugsnappare
Nikobarflugsnappare (Cyornis nicobaricus) är en fågel i familjen flugsnappare inom ordningen tättingar.

## Utseende
Nikobarflugsnapparen är en medelstor till stor (14–15 cm) brunaktig och satt flugsnappare med lång, krokförsedd näbb och korta, rundade vingar. Den liknar brunvit flugsnappare (C. brunneatus) som den fram tills nyligen ansågs utgöra en del av, men skiljer sig genom kortare vingar, smalare näbb och beigefärgade undre vingtäckare och undre stjärttäckare.

## Läte
Sången beskrivs som en snabb serie med ljudliga och melodiska visslingar, avslutad med ett mjukt och kort "trrr".

## Utbredning och systematik
Som namnet avslöjar återfinns nikobarflugsnapparen enbart i södra delen av ögruppen Nikobarerna, på öarna Little Nicobar och Great Nicobar. Tidigare ansågs nikobarflugsnappare vara en underart till brunvit flugsnappare (C. brunneatus). 

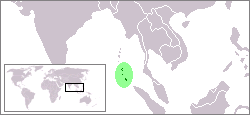
Fågeln är endemisk för Nikobarerna öster om Bengaliska viken.

### Släktestillhörighet
Genetiska studier visar att vissa arter som tidigare placerades i släktet Rhinomyias istället är del av Cyornis. Nikobarflugsnappare antas tillhöra den gruppen.

## Levnadssätt
Nikobarflugsnapparen hittas i både ursprunglig och uppväxande skog, skogsbryn med täta buskar och buskage samt tillfälligt även i trädgårdar. Födan består mestadels av insekter som den plockar från träd och buskar, men även på marken. Dess häckningsbiologi är okänd.

## Status och hot
Nikobarflugsnapparen har ett mycket litet utbredningsområde och en liten världspopulation som uppskattas till mellan 1450 och 13300 vuxna individer. Den tros också minska i antal. Internationella naturvårdsunionen IUCN kategoriserar den därför som nära hotad.